# Rodolfo Ucha
Justo Perfecto Rodolfo Ucha Piñeiro (Vigo, Pontevedra, 27 de septiembre de 1882 - Ferrol, La Coruña, 27 de enero de 1981) fue un arquitecto español, cuya obra fundamental pertenece al estilo modernista, que desarrolló casi en su totalidad en la ciudad de Ferrol.

## Biografía
Rodolfo Ucha nació en Vigo el 27 de septiembre de 1882, hijo de Benigno Ucha Tapia, natural de Puenteareas, que era Registrador de la Propiedad en Vigo, y de Clara Piñeiro Latierro, natural de Salamanca.
Siendo niño, sufrió una parálisis parcial, por lo que usará un aparato ortopédico en la pierna izquierda, de la que se recuperará posteriormente. A los 5 años de edad, fallece su padre, y se traslada con su madre a Ferrol. Cursa secundaria y obtiene el Título de Bachiller, expedido el 13 de mayo de 1898 por el Rector de la Universidad Literaria de Santiago. Se matricula en la Escuela de Artes y Oficios de Ferrol, en la que cursará Dibujo Lineal entre 1895 y 1898. 

### Formación
Si bien no se conoce con precisión el momento en que decidió empezar la carrera de Arquitectura, pesó en la decisión la opinión de un militar ferrolano que preparaba en su academia jóvenes para el ingreso en las Escuelas Superiores y Academias Militares: "si yo tuviera un hijo, le orientaría hacia la Arquitectura". Así pues, su madre y él se trasladan a Madrid, donde se instalarán en el n.º 15 de la calle del Divino Pastor, y se matriculará en el curso 1897-98 en la Universidad Central, para cursar las asignaturas de ingreso: Análisis Matemático I y II, Geometría, Geometría Analítica, Zoología, Ampliación de Física, Química General, Mineralogía, Botánica, Elementos de Cálculo Infinitesimal y Mecánica Racional. 
Matriculado simultáneamente en la Escuela Superior de Arquitectura de Madrid, cursará entre 1897-98 y el 22 de febrero de 1906 las asignaturas correspondientes -Dibujo Lineal Lavado, Dibujo copia de Estatua, Copia del Yeso, Copia de Detalles, Perspectiva y Sombras, Modelado, Dibujo de Flora y Fauna, Estereotomía, Dibujo de conjuntos, Historia de la Arquitectura, Conocimiento de Materiales, primer, segundo y tercer curso de Proyectos, Teoría del Arte, Construcción Arquitectónica, Hidráulica, Salubridad y Electrotecnia, Composición de Edificios, Tecnología, Topografía, Máquinas y Arquitectura Legal- obteniendo el título de Arquitecto el 18 de julio de 1906, junto con Críspulo Moro, Lorenzo Calvo, José Cornesa y José Carnicero.
Al terminar la carrera, permanece en Madrid trabajando en el estudio de don Eduardo Fernández y Rodríguez, arquitecto de la Real Academia de Bellas Artes de San Fernando, con el que había colaborado en sus últimos años como alumno. Su labor consistirá entonces "en la formación de proyectos, y en la redacción de presupuestos y memorias, todo con inteligencia y voluntad bien probadas", como se lee en un informe del propio Fernández y Rodríguez. En 1906 ingresa como profesor ayudante en la Escuela de Bellas Artes de San Fernando, a las órdenes de don Aníbal Álvarez. 
En 1907 solicita ser nombrado como uno de los arquitectos que trabajan para el Municipio de Madrid; solicitud que será rechazada, tras lo cual seguirá intentando encontrar alguna plaza fija en la ciudad. Por esta época entablará amistad con José Canalejas y Méndez, demócrata ferrolano y ministro de Hacienda en el gobierno de Sagasta.

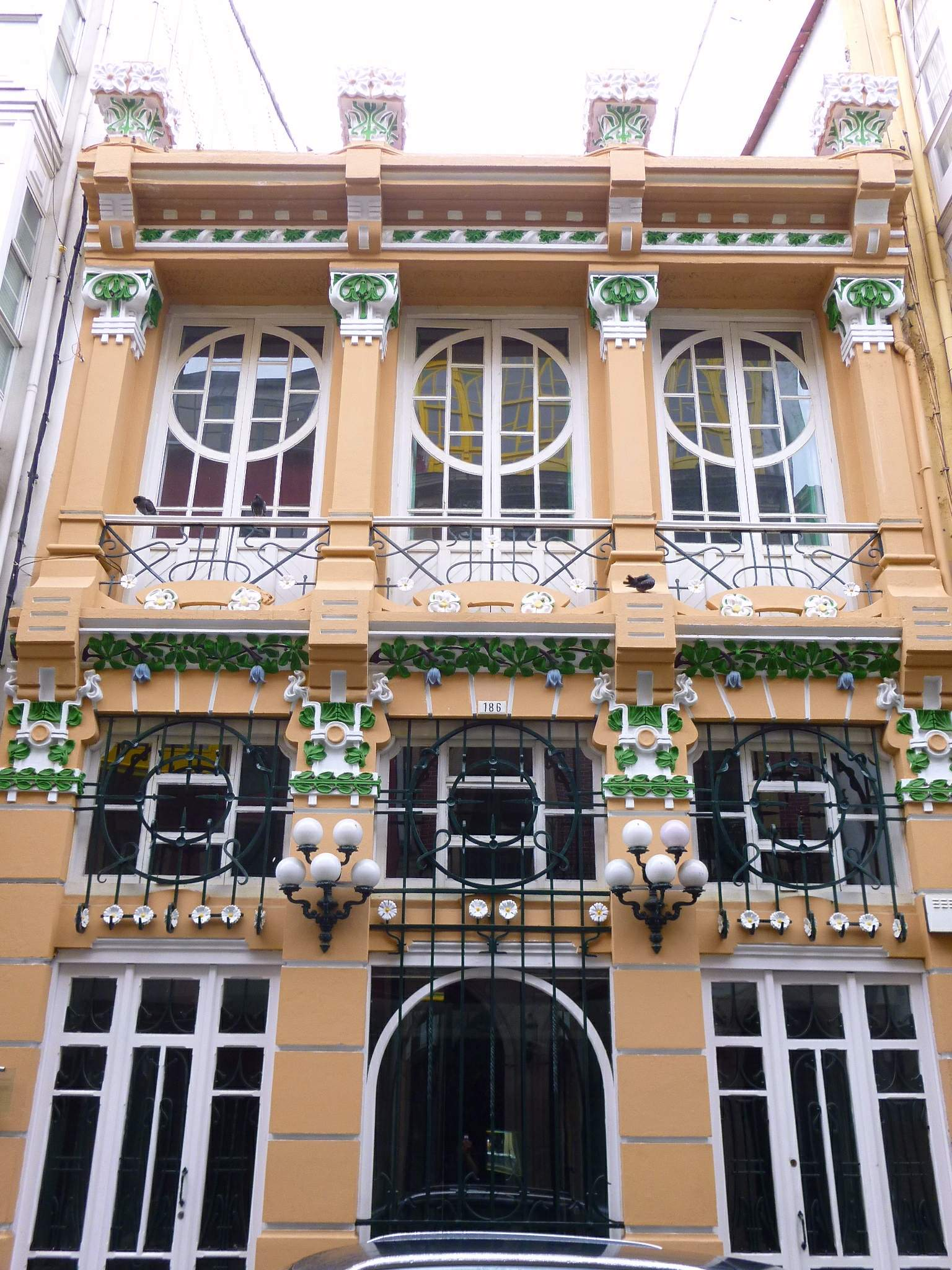
Edificio de la Imprenta de El Correo Gallego, 1912.

### Arquitecto Municipal de Ferrol (1909-1936)

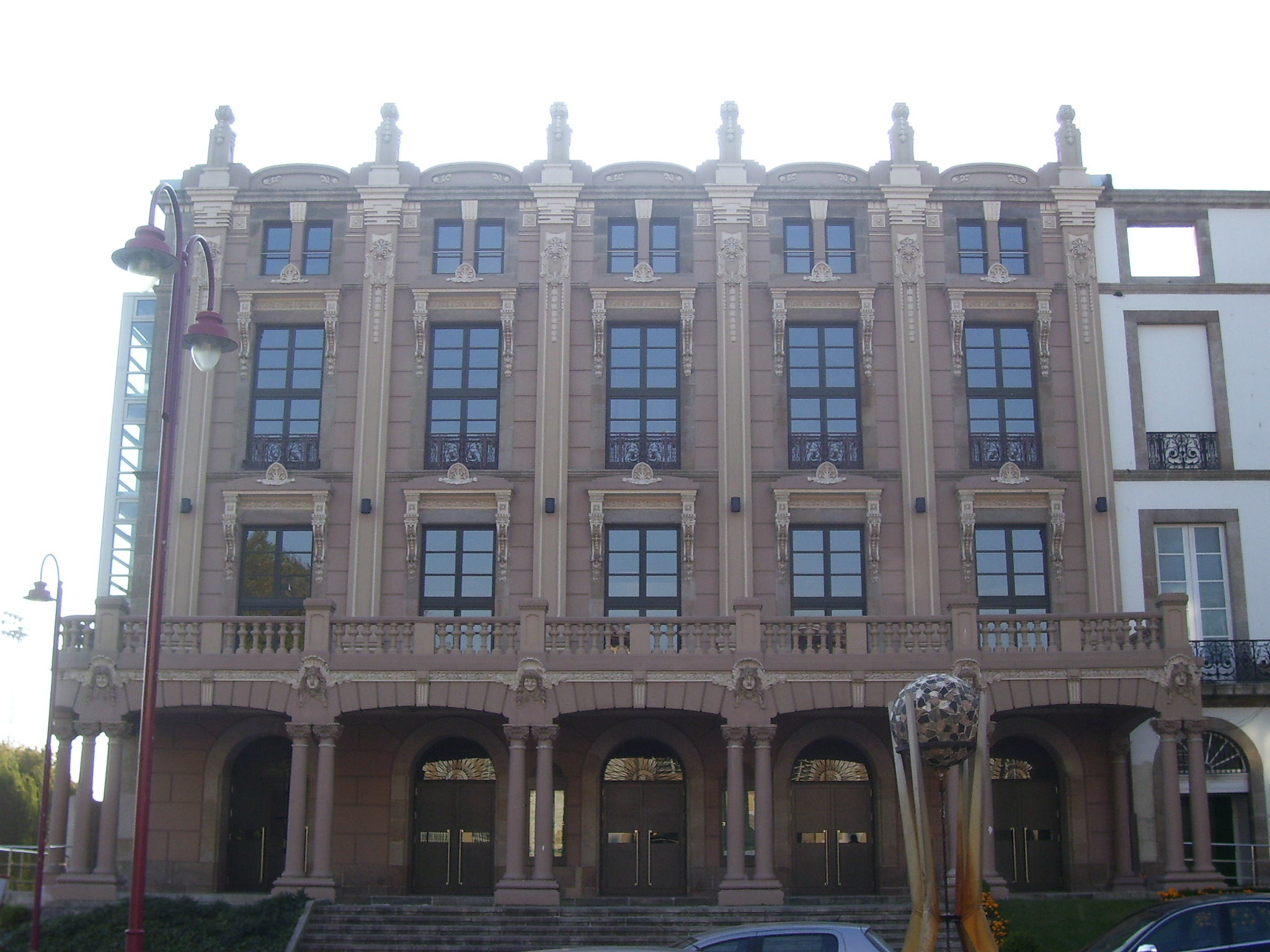
Fachada del Teatro Jofre, 1921.

En marzo de 1900 el Ayuntamiento de Ferrol convocó la creación de la plaza de Arquitecto Municipal, que fue obtenida por el recién titulado Nicolás Pérez de Ágreda en junio de ese año, renunciando a la misma, aparentemente por problemas de salud, en mayo de 1904.
Ferrol se mantuvo durante cuatro años sin arquitecto municipal, hasta que en 1908, un joven Ucha Piñeiro, titulado en 1906, solicitó cubrir la plaza con carácter interino, siendo contratado el 12 de noviembre de ese mismo año. No sería hasta el 14 de octubre de 1909 que el Ayuntamiento convocase la plaza en propiedad, adjudicándosela a Ucha Piñeiro, que recibió el nombramiento el día 30 de diciembre.
De vuelta a la ciudad de su infancia, despega en solitario su actividad como arquitecto, ya que es el único en cincuenta kilómetros a la redonda, y para mantener el contacto con sus colegas debe desplazarse regularmente a La Coruña. Participa en los Congresos Nacionales de Arquitectos de abril de 1917, en Sevilla y en agosto de 1918, en Santiago, Vigo y La Coruña, así como en el Congreso de Urbanismo y Arquitectura de 1926, en Madrid.
Siendo presidente Canalejas, el Ayuntamiento de Ferrol quiso agasajarlo con un chalé de verano, de cuyo proyecto se encargaría Ucha. El edificio no llegó a construirse debido al asesinato de Canalejas en un atentado anarquista. 
Durante casi veinte años simultaneará el trabajo como Arquitecto Municipal de Ferrol con el ejercicio libre de la profesión, hasta que el 16 de marzo de 1936 pide la excedencia voluntaria en el cargo, que pasará a ocupar Nemesio López Rodríguez.

### Arquitecto al servicio de la Marina (1909-1915)
El 24 de noviembre de 1909 es designado por el ministro de Marina para atender las obras civiles que se realicen en el Departamento de Ferrol. En 1912 aparece un decreto por el que se pretende hacer desaparecer la figura del Arquitecto de la Marina, pero en 1913 un Real Decreto deja en suspenso la anterior Disposición. 
Durante estos años, Ucha será llamado para informar del estado de las construcciones, por ejemplo el faro de Finisterre, que había sufrido daños por la caída de un rayo, a donde tuvo que desplazarse a caballo en medio de una tormenta para redactar el informe de daños. 
Cesa en este cargo en 1915, pasando los ingenieros navales a ocuparse de las obras civiles de Arsenales y Apostaderos de las distintas Comandancias de la Marina.

### Arquitecto de Hacienda (1919-1952)
El 24 de marzo de 1919 ingresa por concurso en el cuerpo de arquitectos al servicio del Ministerio de Hacienda, con categoría de Arquitecto 1º (Oficial 2º) con destino a la delegación de Salamanca. Pide la excedencia voluntaria el mismo año y vuelve a ingresar en 1934, destinándosele a la delegación de Lugo. En 1941 accede a la Delegación de La Coruña con categoría de Jefe de Negociado de 2ª clase, ascendiendo dos años después a Arquitecto Jefe de Administración de 3ª clase y en 1950 a Jefe de Administración de 2ª clase, con la que se jubila en 1952, a los 69 años de edad.

### Acontecimientos personales
En 1920 Ucha Piñeiro conoce y corteja a la que será su mujer, doña María de los Ángeles Donate Hernández-Ardieta, madrileña de nacimiento y residente en La Felguera (Asturias), donde se había trasadado desde su infancia con toda la familia, a causa del nombramiento de su padre como administrador de la empresa Duro Felguera. El 28 de marzo de 1921 contrae matrimonio con María de los Ángeles Donate, con la que tendrá seis hijos: Rodolfo (1922), María de los Ángeles (1923), María de la Concepción (1924), Clara (1925), José Luis (1926), muerto a los pocos días de nacer, y Lucila (1927). 
Tras la Guerra Civil, Ucha sigue trabajando libremente en Ferrol hasta los 92 años. Las obras de esta última etapa no tienen el vigor y la fuerza anteriores, y suelen ser encargos de escaso valor: viviendas rurales, edificios en las afueras... Durante años será el decano de los arquitectos colegiados de Galicia. El Colegio de Arquitectos le organizará en 1977 un homenaje como reconocimiento a su trayectoria de 70 años de ejercicio profesional. 
Fallece a los 98 años en Ferrol, el 27 de enero de 1981.

## Características

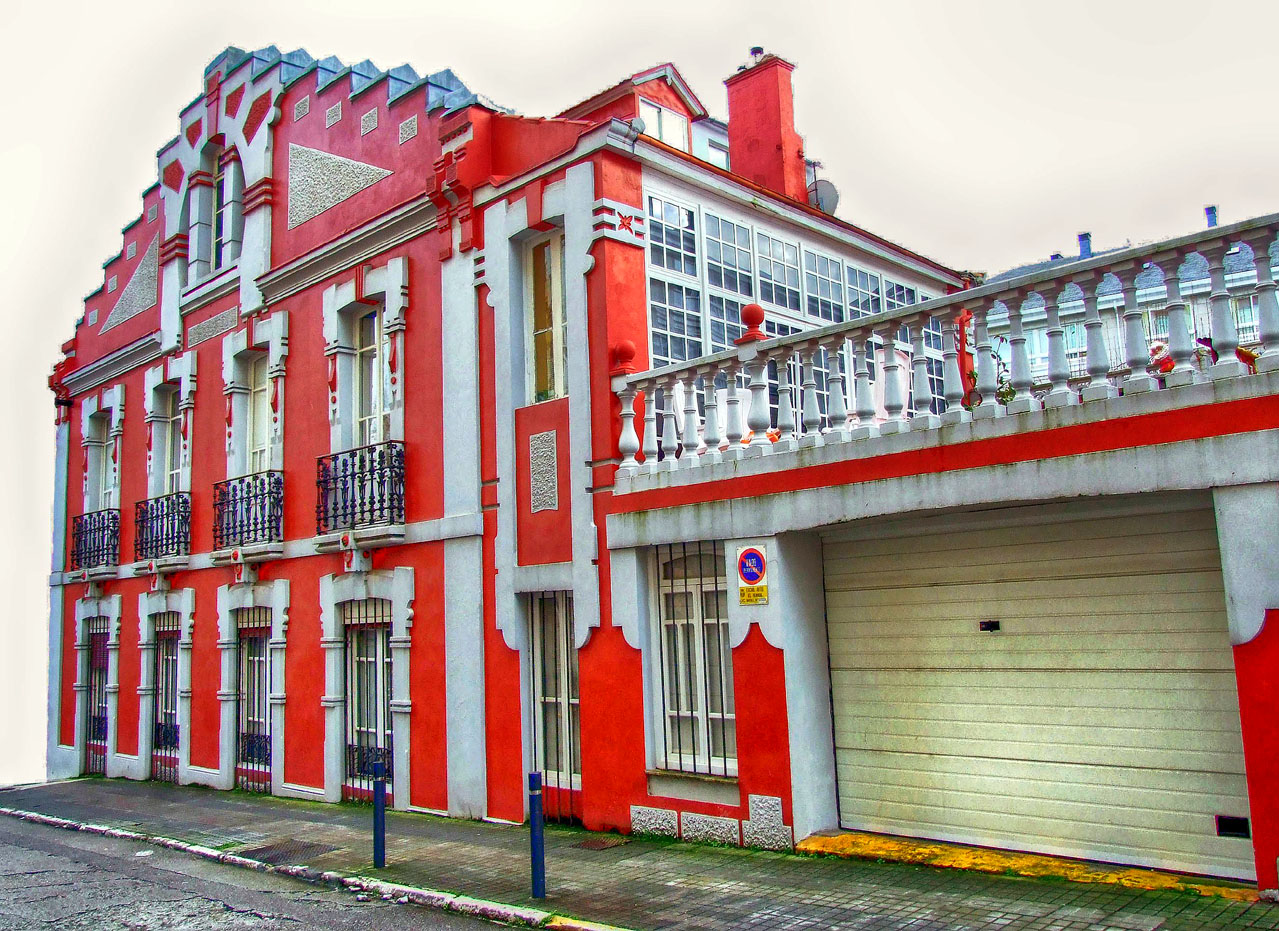
Casa Rodríguez Fernández, 1912.

La obra de Ucha pertenece en un primer periodo, hasta la década de 1920, al estilo modernista, aunque con una inspiración más cercana a la Secesión y con ciertos recuerdos del Eclecticismo de finales del XIX, utilizando elementos singulares, como colores o chapiteles.
A partir de los años veinte, agotado el Modernismo, Ucha desarrolla proyectos sincréticos en los que entremezcla elementos de diferentes estilos que le conducen a una manifiesta indefinición formal, aunque comienza ya a utilizar el lenguaje del Art déco y del Racionalismo que definirán su trabajo en las siguientes décadas.

## Obra (selección)

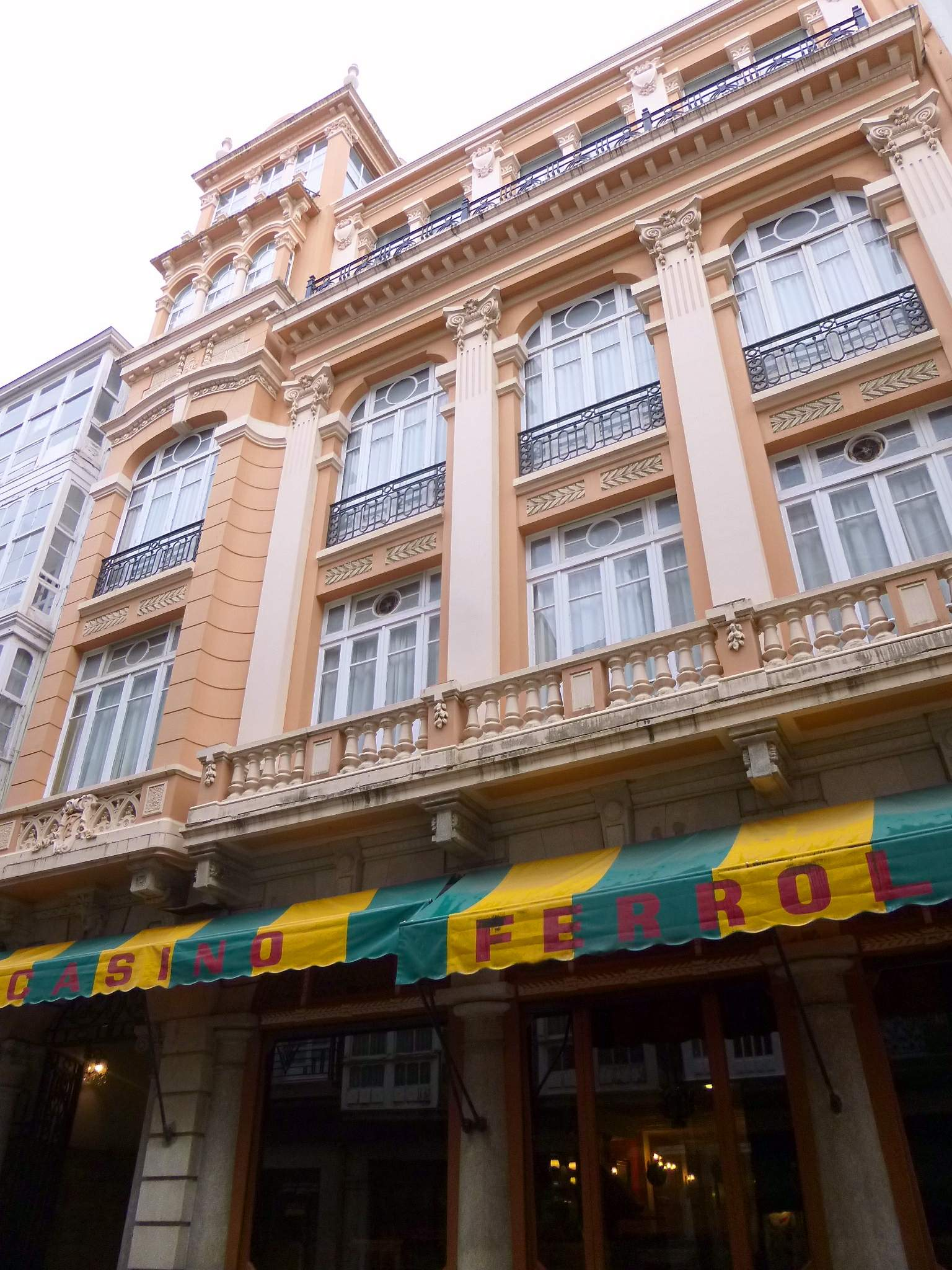
Casino de Ferrol, 1921.

La práctica totalidad de su obra se llevó a cabo en la misma ciudad de Ferrol.
- Fonda Suiza (actual Hotel Suizo), 1910.
- Casa Romero, 1910.
- Pescadería de Abastos Municipais, 1910.
- Edificio de El Correo Gallego, 1912.
- Casa Pereira, 1912.
- Casa Rodríquez Fernández, 1912.
- Casa Brañas, 1913.
- Hotel Suizo, 1913.
- Hotel Ideal, 1917.
- Chalé de D. Emilio Antón Iboleón, 1918.
- Cocina Económica de Ferrol, 1921
- Casino de Ferrol, 1921.
- Fachada del Teatro Jofre, 1921.
- Chalé de Juan Sixto Vázquez, 1922.
- Edificio Pita Saavedra, 1939.
- Edificio de la Caja de Ahorros de Ferrol, 1936.
- Edificio Calvo Formoso, 1939.